# Piletocera stygialis
Piletocera stygialis là một loài bướm đêm trong họ Crambidae.